# Adrien Delahante (1815-1884)
Pour les articles homonymes, voir Adrien Delahante.
Adrien Delahante (18 février 1815 à Mâcon - 19 décembre 1884 à Paris) est un financier français.

## Biographie
Fils d'Adrien Delahante (1788-1854) et de Sophie Brossin de La Brosse, il suit ses études au collège Saint-Louis, puis il suit des études de droit.
Inspecteur des finances en 1836, il démissionne de l'administration n'ayant pu obtenir la recette générale de Saône-et-Loire. Il entre alors dans le monde des affaires et rejoint la Banque de Waru et la Compagnie du chemin de fer de Paris à Orléans.  
Il devient associé de la banque de son père en 1844, puis il fonde l'année suivante avec Francis Boykett une société en commandite, Delahante, Boykett & Cie, reprenant la clientèle du banquier américain Samuel Welles. La raison sociale devient Delahante et Cie en 1847 après le retrait de Boykett. 
Il rejoint son frère Gustave au conseil d'administration de la Compagnie des mines de la Loire en 1846w
En 1854, il devient le banquier de la Compagnie du chemin de fer de Lyon à Avignon. 
Il fonde Adrien Delahante et Cie en 1862, une société en commandite pour la fabrication et la vente de sucre et d'alcool. 
Devenu fondé de pouvoir de la Société générale en 1864, il est en le premier directeur de 1864 à 1867.
Le 17 avril 1869, il fonde la Banque de Paris avec Edmond Joubert et Henri Cernuschi, ainsi qu'avec le concours de banquiers privés tels qu'Eugène Goüin, Fould, Schnapper ou Stern. La nouvelle banque s'intéresse à la création de compagnies de chemins de fer locales dans le Nord et aux chemins de fer espagnols. En 1872, il participe à la fusion de la Banque de Paris avec la Banque de crédit et de dépôt des Pays-Bas pour former la Banque de Paris et des Pays-Bas.
Commanditaire de Chaix et Cie, il avait entre autres comme client Prosper Enfantin.

## Publications
- Une famille de finance au XVIIIe siècle : mémoires, correspondance et papiers de famille (1881)

## Pour approfondir